# Klez
Klez is een computerworm die zich verspreidt door middel van e-mails.
De worm verzendt een e-mail aan de contacten die zijn opgeslagen in Windows Adress Book. Daarna zoekt het virus kwetsbaarheden in software waarmee de bijlage met onwetendheid van het slachtoffer op de achtergrond kan worden uitgevoerd.
De worm verzendt e-mails met minstens vijftien verschillende onderwerpen, de e-mail heeft echter  geen tekst.
Er worden ook e-mails verstuurd die afkomstig lijken te zijn van bonafide antivirusbedrijven, waaronder Symanctec, de e-mails beweren een middel tegen het virus te hebben. Deze e-mails zijn echter niet afkomstig van het genoemde antivirusbedrijf, daarnaast zijn de bijlagen kwaadaardig.